# Pieter Verbruggen il Vecchio
Pieter Verbruggen il Vecchio, o Pieter Verbrugghen, Peter van der Brugghen, Pieter van der Brugghen, Peter Verbrugghen, Peeter Verbrugghen (Anversa, 1615 – Anversa, 1686), è stato uno scultore fiammingo.

## Biografia

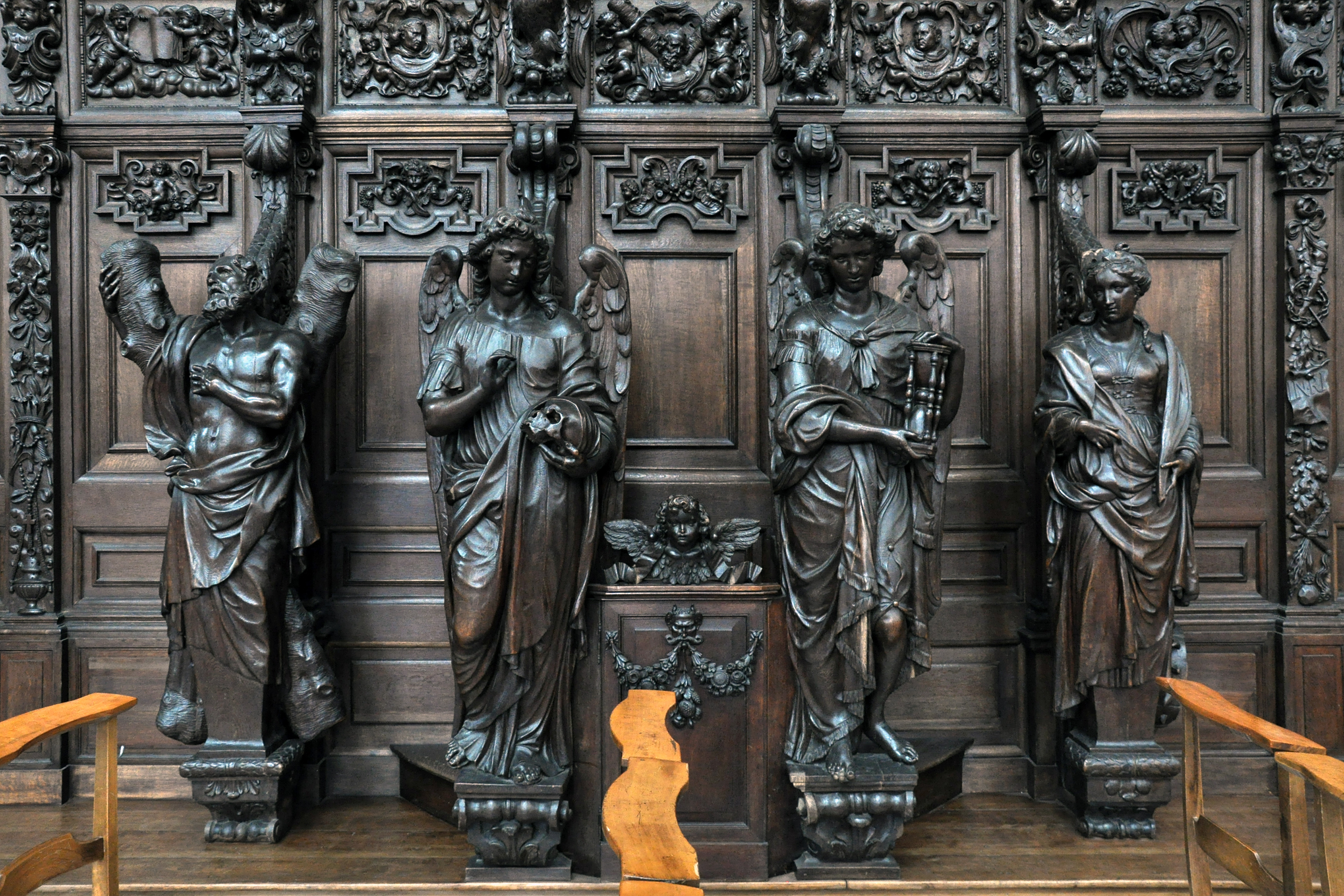
i confessionali della Chiesa di San Paolo ad Anversa.

Grande esponente del periodo barocco, iniziò nel 1625 come apprendista Beeltsnijder (scultore) nella bottega di Simon de Neef, già conosciuto Antijcsnijder (scultore ornamentale). Ha poi lavorato sotto Erasmus Quellinus il Vecchio che nel 1641 ne sposò la figlia Cornelia Quellinus. Attraverso questo matrimonio, divenne il cognato del grande scultore anversese Artus Quellinus il Vecchio. 
Divenne Maestro della Gilda di San Luca nel 1641, e nel 1659 ne divenne il decano. La sua prima moglie morì nel 1662, in seguito sposò Elisabetta Lemmens nel 1665.
Padre degli scultori Pieter Verbruggen il Giovane e Hendrik Frans Verbruggen, sua figlia Susanna sposò lo scultore Peeter Meesens.
Suoi allievi furono Joannes Boecksent, Jan Claudius de Cock, Martin Desjardins, Bartholomeus Eggers, Jan-Lucas Faydherbe e Pieter Scheemaeckers. La sua biografia è stata inclusa nel Het Gulden Cabinet, libro biografico sugli artisti olandesi e fiamminghi che Cornelis de Bie scrisse nel 1668 accompagnandolo da un suo ritratto inciso.

## Opere
Le sue opere sono tra le più insigni della tradizione barocca fiamminga. Fra le maggiori si ricordano:
- Decorazione della cassa dell'organo della cattedrale di Anversa, progettata da Erasmus Quellinus il Vecchio[4] e poi completata dal figlio Pieter Verbruggen il Giovane, 1657;
- Cassa d'organo della Sint-Pauluskerk, Chiesa di San Paolo ad Anversa, in collaborazione col cognato Artus Quellinus il Vecchio, 1654;
- progetto dell'Altar maggiore della Sint-Pauluskerk, Chiesa di San Paolo ad Anversa, in collaborazione col figlio, 1670;
- Il suo capolavoro, i confessionali in rovere per la Sint-Pauluskerk, Chiesa di San Paolo ad Anversa, che realizzò fra il 1657 e il 1659.

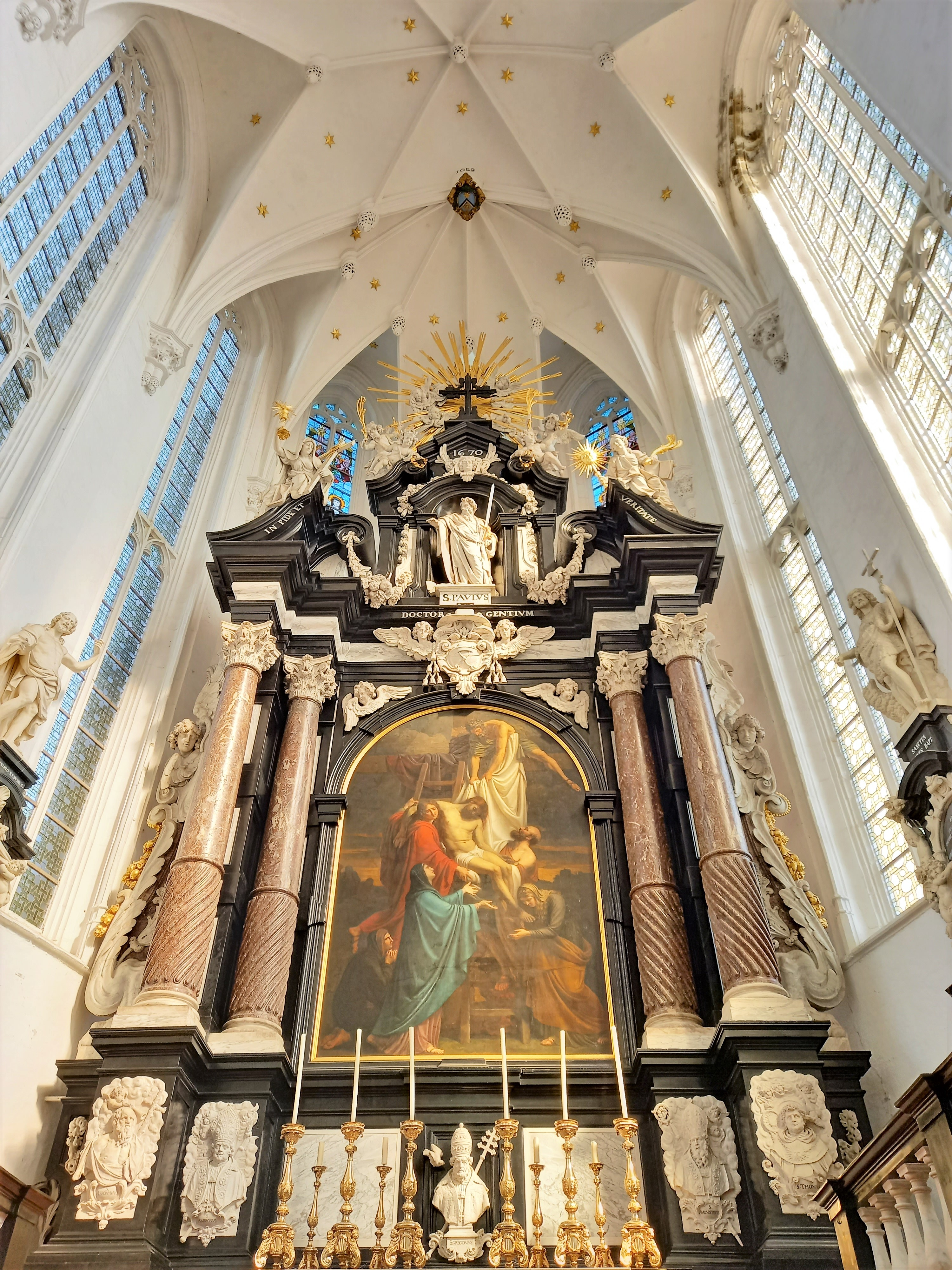
Anversa
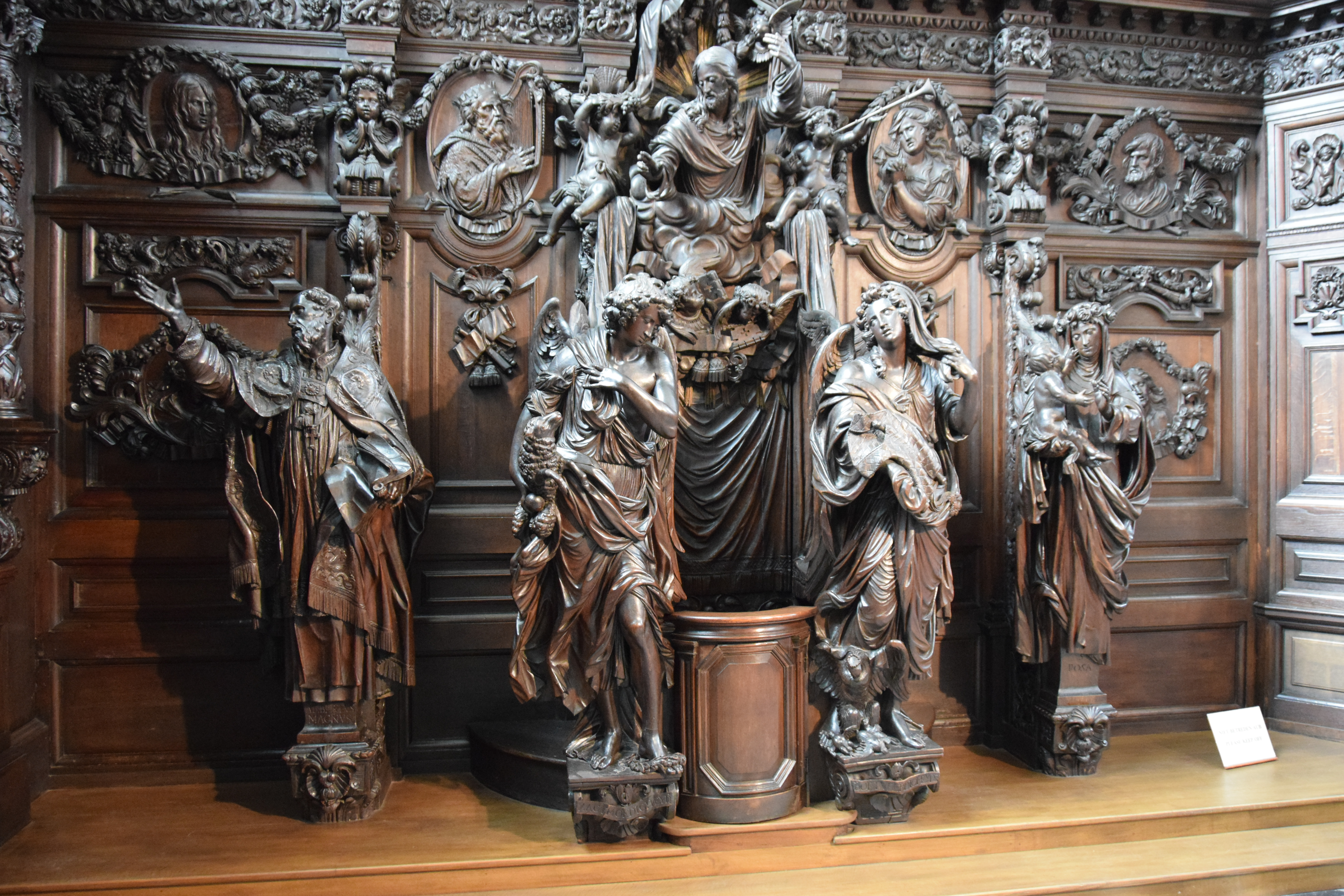
Anversa
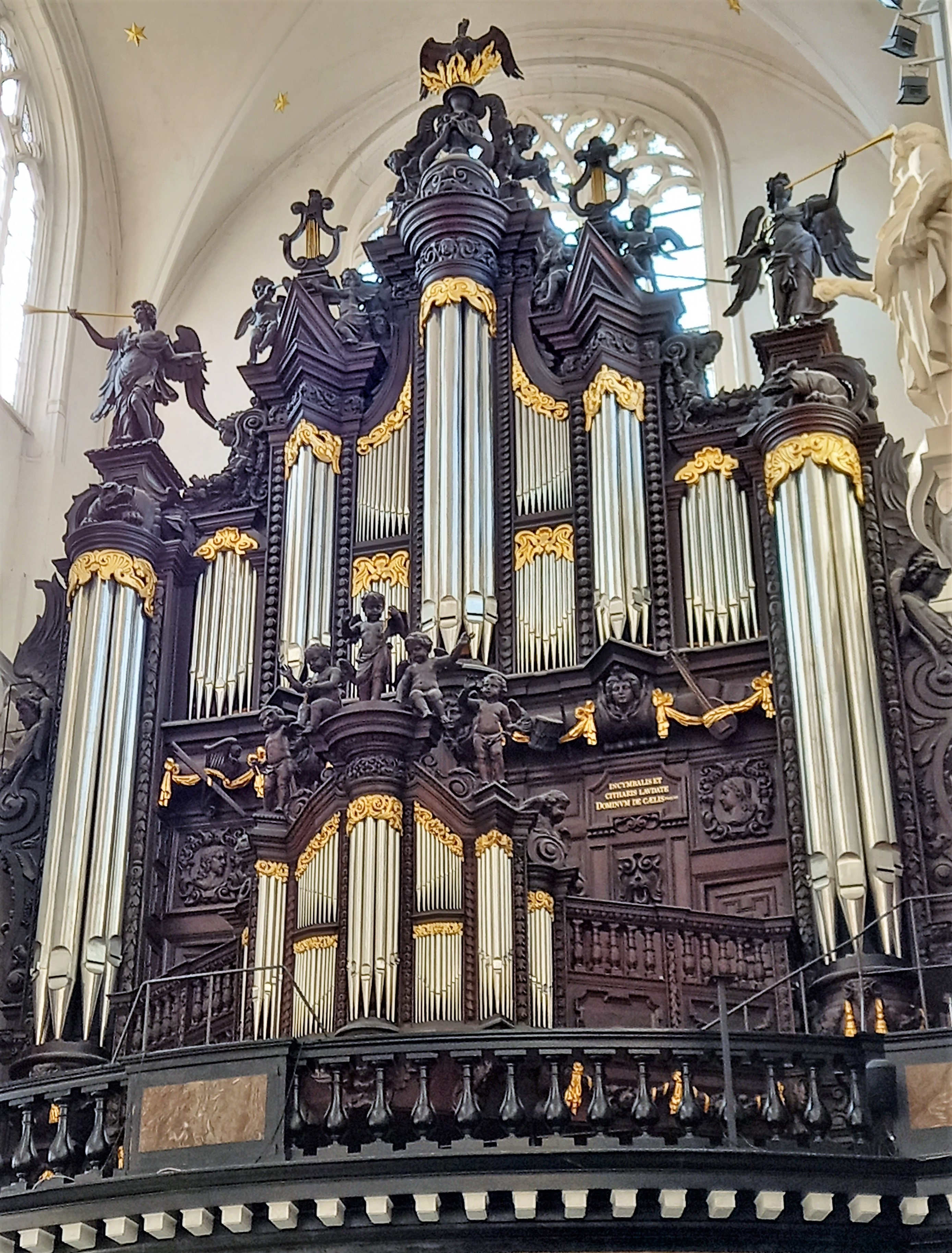
Anversa
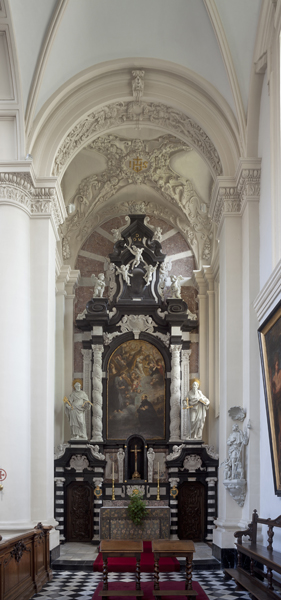
Bruges
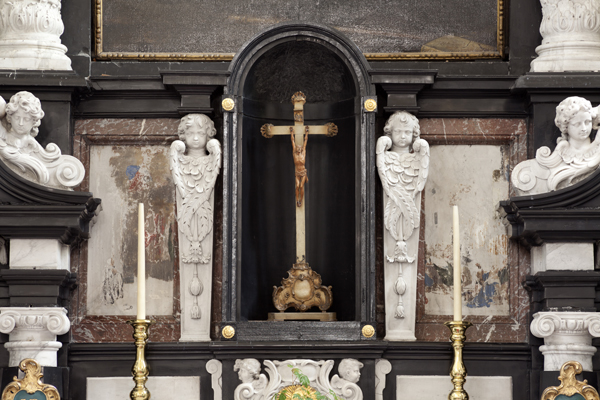
Bruges
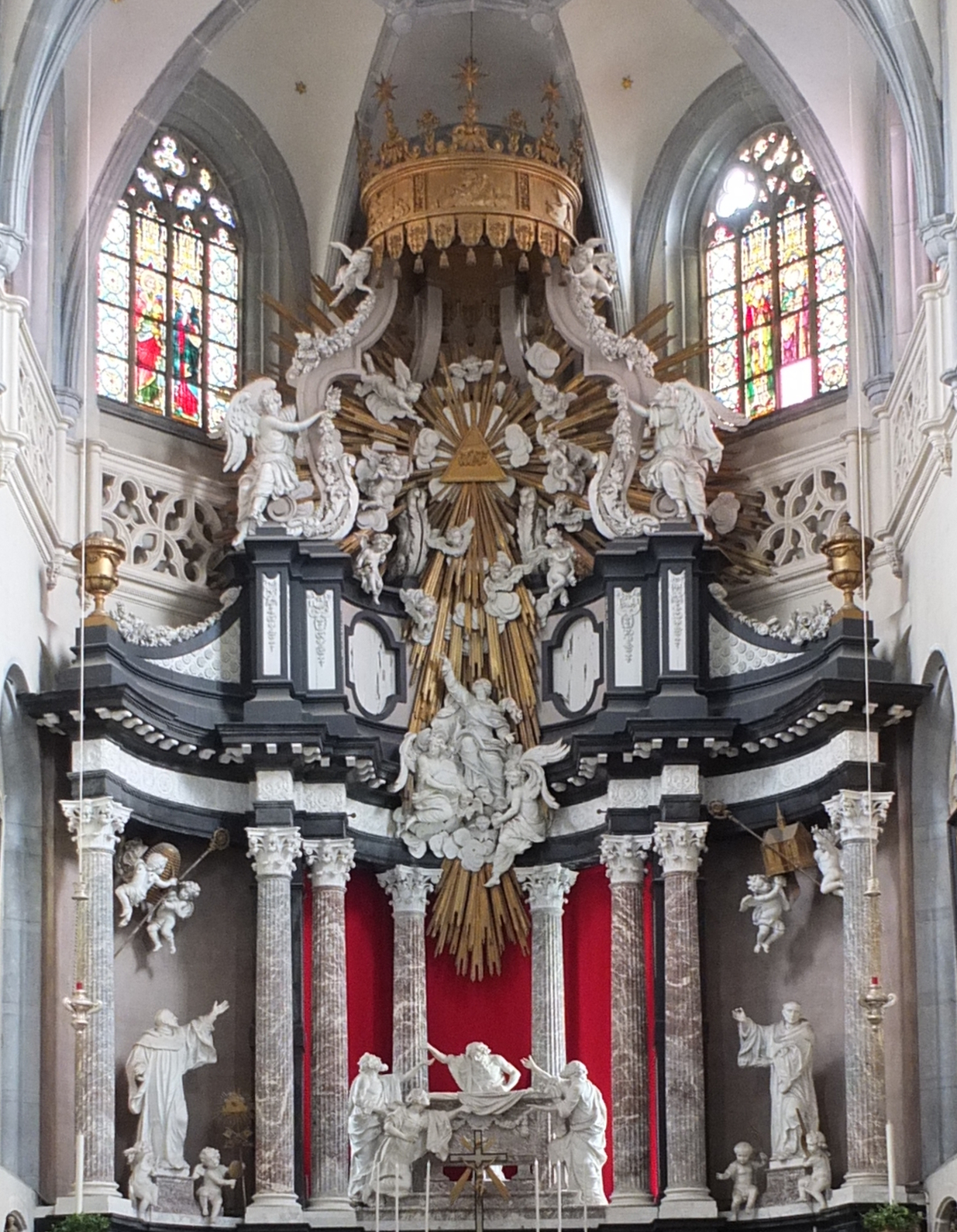
Anversa